# Neohaematopinus sundasciuri
Neohaematopinus sundasciuri ist eine Art der Tierläuse, die lediglich von zwei Museumsexemplaren des Nördlichen Palawan-Hörnchens (Sundasciurus juvencus) bekannt ist. Sie ist wahrscheinlich an diesen Wirt gebunden und damit ein Endemit der philippinischen Insel Palawan.

## Beschreibung
Die Männchen haben eine Körperlänge von durchschnittlich etwa 1,2 Millimeter, die Weibchen sind mit durchschnittlich 1,5 Millimeter etwas größer. Der Kopf, der Thorax und das Hinterleib sind gut sklerotisiert. Der Kopf ist etwas länger als breit und vorne deutlich abgerundet. Die Fühler sind fünfgliedrig mit einem Basalglied, das deutlich länger als das zweite Glied und etwas breiter als lang ist. Das dritte Antennenglied ist nur bei männlichen Tieren vorne verlängert und trägt dort zwei spindelförmige Setae.
Der Thorax ist breiter als lang. Die Brustplatte hat vorne eine stark abgerundete Spitze, hinten läuft sie an den Rändern in zwei Fortsätze aus. Die Beine des ersten Beinpaares sind klein und haben kleine, zugespitzte Klauen. Die Beine des mittleren und hinteren Paares sind größer und haben jeweils eine spitze Klaue. Die Coxen sind fast dreieckig. Das Abdomen der männlichen Läuse ist fast ebenso breit wie der Thorax mit einem Tergiten auf dem zweiten bis siebten Segment und zwei Sterniten am dritten bis sechsten Segment. Bei den Weibchen ist es zudem breiter als lang, mit jeweils einem Tergiten auf dem dritten bis achten und nur einem Sterniten am dritten bis siebten Segment. Weitere art- und geschlechtsspezifische Merkmale sind die Anzahl, Position und Ausbildung verschiedener Borsten des Kopfes, des Brustbereichs und des Abdomens, die Ausgestaltung der Chitinplättchen am Abdomen und die Form und Besetzung mit Setae der Genitalien.
Neohaematopinus sundasciuri ist in der Morphologie den Arten Neohaematopinus callosciuri, Neohaematopinus sciuri und Neohaematopinus sciurinus sehr ähnlich. Bei Neohaematopinus callosciuri und Neohaematopinus sciurinus sind jedoch die basalen Glieder der Fühler vorne verlängert und mit jeweils einer spindelförmigen Seta versehen. Neohaematopinus sciuri unterscheidet sich von Neohaematopinus sundasciuri durch Länge und Anordnung bestimmter Setae des Abdomens.

## Lebensweise und Verbreitung
Neohaematopinus sundasciuri lebt als blutsaugender Ektoparasit im Fell des Nördlichen Palawan-Hörnchens (Sundasciurus juvencus). Da die Arten der Gattung Neohaematopinus stark wirtsspezifisch sind, kann davon ausgegangen werden, dass Neohaematopinus sundasciuri wie sein Wirt auf der philippinischen Insel Palawan endemisch ist, und mit ihm auf die nahe Palawan liegende kleine Insel Apulit eingeführt worden ist. Die Terra typica von Neohaematopinus sundasciuri ist das Baranggay Tinitian in der Stadtgemeinde Roxas auf Palawan (10° 4′ 41,6″ N, 119° 12′ 7,2″ O).

## Systematik
Neohaematopinus sundasciuri wurde der Gattung Neohaematopinus zugeordnet, von der mehr als dreißig Arten beschrieben sind. Die Gattung Neohaematopinus gehört mit den nahe verwandten Gattungen Johnsonpthirus und Linognathoides sowie zahlreichen weiteren Gattungen zur Familie Polyplacidae innerhalb der Echten Tierläuse (Anoplura).

### Erstbeschreibung
Die Erstbeschreibung erfolgte im Jahr 1991 durch den US-amerikanischen Parasitologen Lance A. Durden. Ihm lagen dafür einige im Fell zweier Nördlicher Palawan-Hörnchen aus der zoologischen Sammlung der University of Michigan gefundene Läuse vor.

### Typexemplare
Der Holotypus ist ein männliches Tier von 1,29 Millimetern Länge, der Allotypus hat eine Länge von 1,58 Millimetern. Beide Typen befinden sich im zoologischen Museum auf dem Hauptcampus der University of Michigan in Ann Arbor. Neun männliche und acht weibliche Paratypen befinden sich in den Sammlungen der University of Michigan, des Natural History Museum in London, des National Museum of Natural History der Smithsonian Institution in Washington, D.C. und der Universität der Philippinen in Los Baños.

### Etymologie
Die Namensgebung ist, wie bei Parasiten nicht ungewöhnlich, auf den Wirt bezogen. Der Artname sundasciuri ist vom wissenschaftlichen Namen der Sunda-Baumhörnchen, Sundasciurus, abgeleitet, zu denen das Nördliche Palawan-Hörnchen gehört.